# ㅊ
ㅊ是朝鲜语谚文中的一个辅音字母，在韩国的字母表中顺序第十，被称为“치읓”（chieut）。
这个字母的初声读作送气清龈颚塞擦音/ʨʰ/或清齒龈塞擦音/tsʰ/。终声读作无声除阻音/t̚/也就是与ㄷ的终声发音相同。
ㅊ在馬-賴轉寫中，作初声时转写为ch'，作终声时转写为t；在文观部式中，作初声时转写为ch，作终声时转写为t。
ㅊ在朝鲜语盲文中，作初声时为，作终声时为。其摩尔斯电码为“－・－・”。
朝鲜语不能分辨当时汉语中的齿头音和正齿音，因此在古代表记汉语发音时，齿头音（清母）用左边一划拉长的“ᅔ”表示，正齿音（穿母）用右边一划拉长的“ᅕ”表示。

## 字符编码
| 種類                | 種類         | 用途 | Unicode | HTML     |
| ------------------- | ------------ | ---- | ------- | -------- |
| 諺文相容字母        | 諺文相容字母 | ㅊ   | U+314A  | &#12618; |
| 諺文字母 應用       | 初聲         |      | U+110E  | &#4366;  |
| 諺文字母 應用       | 終聲         |      | U+11BE  | &#4542;  |
| 漢陽私人 使用區應用 | 初聲         |      | U+F7F0  | &#63472; |
| 漢陽私人 使用區應用 | 終聲         |      | U+F8EA  | &#63722; |
| 半形字母            | 半形字母     | ﾺ    | U+FFBA  | &#65466; |